# Гостинь (Нижньосілезьке воєводство)
Гостинь (пол. Gostyń) — село в Польщі, у гміні Гавожиці Польковицького повіту Нижньосілезького воєводства.
Населення — 109 осіб (2011).
У 1975-1998 роках село належало до Легницького воєводства.

## Демографія
Демографічна структура станом на 31 березня 2011 року:
|          | Загалом | Допрацездатний вік | Працездатний вік | Постпрацездатний вік |
| -------- | ------- | ------------------ | ---------------- | -------------------- |
| Чоловіки | 56      | 6                  | 43               | 7                    |
| Жінки    | 53      | 11                 | 29               | 13                   |
| Разом    | 109     | 17                 | 72               | 20                   |